# Cantaing-sur-Escaut
Cantaing-sur-Escaut é uma comuna francesa na região administrativa de Altos da França, no departamento do Norte. Estende-se por uma área de 6.48 km². Em 2010 a comuna tinha 411 habitantes (densidade: 63,4 hab./km²).